# Susan Goldin-Meadow

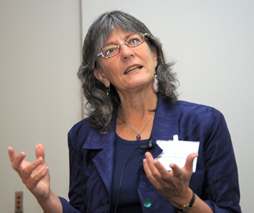
Susan Goldin-Meadow 2009

Susan J. Goldin-Meadow (* 1949) ist eine US-amerikanische Entwicklungspsychologin.
Susan Goldin-Meadow studierte ab 1967 am Smith College mit dem Bachelor-Abschluss 1971, erhielt 1972 ihren M.A. an der University of Pennsylvania und wurde dort 1975 in Entwicklungspsychologie promoviert. Zu ihren akademischen Lehrern an der University of Pennsylvania gehörten Rochel Gelman und Lila Gleitman. Während des Studiums war sie auch ein Jahr 1969/70 am Piaget-Institut in Genf, wo sie auch bei Jean Piaget lernte. Danach lehrte und forschte sie an der University of Chicago, wo sie 1976 Assistant Professor, 1981 Associate Professor wurde und 1992 eine volle Professur erhielt. 2001 wurde sie Irving B. Harris Professor und 2006  Beardsley Ruml Distinguished Service Professor.
Sie forscht über Sprachentwicklung und kognitive Entwicklung bei Kindern, speziell über Zeichensprachensysteme, die spontan in Familien mit hörgeschädigten oder tauben Kindern entstehen, und die Rolle von Gesten bei der sprachlichen Verständigung und beim Denken.
Susan Goldin-Meadow ist Mitglied der National Academy of Sciences, der American Academy of Arts and Sciences und Fellow der American Association for the Advancement of Science, deren Abteilung Linguistik und Sprachwissenschaft sie vorstand. Sie war 2000/2001 Guggenheim Fellow und James McKeen Cattell Fellow und erhielt 2020 den Rumelhart-Preis. 2003 hielt sie die William James Lecture der American Psychological Society und 2015 erhielt sie den William James Award für ihre Lebensleistung in Grundlagenforschung der Association for Psychological Science. 2022 wurde sie Ehrendoktorin der Universität Genf.
Sie ist Gründungsherausgeberin (Gründung 2004) der Zeitschrift Language Learning and Development.

## Schriften
Bücher:
- mit C. Mylander, J. de Villiers, E. Bates, V. Volterra: Gestural communication in deaf children: The effects and noneffects of parental input on early language development, Monographs of the society for research in child development, 1984, S. 1–151
- The resilience of language : what gesture creation in deaf children can tell us about how all children learn language, New York, NY [u. a.]: Psychology Press 2003. ISBN 978-1-84169-026-1.
- Hearing Gesture: How Our Hands Help Us Think, Belknap Press/Harvard University Press 2003,  ISBN 978-0-674-01072-7.
- mit Dedre Gentner (Hrsg.): Language in mind: Advances in the study of language and thought. Cambridge, Massachusetts: MIT Press, 2003

Aufsätze (Auswahl):
- mit H. Feldman: The development of language-like communication without a language model, Science, Band 197, 1977, S. 401–403,  PMID 877567.
- mit C. Mylander: Gestural communication in deaf children: noneffect of parental input on language development, Science, Band 221, 1983, S. 372–374.
- mit R. B. Church: The mismatch between gesture and speech as an index of transitional knowledge, Cognition, Band 23, 1986, S. 43–71
- mit M. W. Alibali: Gesture-speech mismatch and mechanisms of learning: What the hands reveal about a child′ s state of mind, Cognitive Psychology, Band 25, 1993, S. 468–523
- mit M. W. Alibali, R. B. Church: Transitions in concept acquisition: using the hand to read the mind, Psychological Review, Band 100, 1993, S. 279
- mit C. Mylander: Spontaneous sign systems created by deaf children in two cultures, Nature, Band 391, 1998, S. 279–281
- mit Jana M. Iverson: Why people gesture when they speak, Nature, Band 396, 1998, S. 228. PMID 9834030
- The role of gesture in communication and thinking, Trends in Cognitive Sciences, Band 3, 1999, S. 419–429
- mit H. Nusbaum, S. D. Kelly, S. Wagner: Explaining math: Gesturing lightens the load, Psychological Science, Band 12, 2001, S. 516–522
- mit J. M. Iverson: Gesture paves the way for language development, Psychological Science, Band 16, 2005, S. 367–371
- mit S. C. Broaders, S. W. Cook, Z. Mitchell: Making children gesture brings out implicit knowledge and leads to learning, Journal of Experimental Psychology: General, Band 136, 2007, S. 539
- mit  S. W. Cook, Z. Mitchell: Gesturing makes learning last, Cognition, Band 106, 2008, S. 1047–1058
- mit M. L. Rowe: Differences in Early Gesture Explain SES Disparities in Child Vocabulary Size at School Entry, Science, Band 323, 2009, S. 951–953. PMID 19213922.
- Emmorey K, Xu J, Gannon P, Goldin-Meadow S, Braun A: CNS activation and regional connectivity during pantomime observation: no engagement of the mirror neuron system for deaf signers. Neuroimage. 2010 Jan 1;49(1):994-1005.
- mit Aaron Shield, Daniel Lenzen, Melissa Herzig, Carol Padden: The gestures ASL signers use tell us when they are ready to learn math, Cognition, Band 123, 2012, S. 448–453. PMID 22421166.
- Goldin-Meadow, S., & Brentari, D. (2017): Gesture, sign, and language: The coming of age of sign language and gesture studies. Behavioral and brain sciences, 40, e46.